# 2015년 전국장애학생체육대회
제9회 전국장애학생체육대회는 2015년 5월 19일부터 5월 22일까지 대한민국 제주특별자치도에서 열렸다.

## 개요
- 대회명칭 : 제9회 전국장애학생체육대회
- 개최기간 : 2015년 5월 19일 ~ 2015년 5월 22일
- 개최지 : 제주특별자치도 (주개최지 : 제주시)
- 구호 : 함께 뛰는 땀방울, 자신감의 꽃망울
- 참가인원 : 2,717명(선수 1,477명, 임원 및 관계자 1,240명)
- 종별 : 초등학교부, 중학교부, 고등학교부에 재학 중인 전 장애인
- 마스코트 : 생명이와 태양이

## 종목

### 정식종목
| - 골볼 - 보치아 - 수영 - 육상 - 탁구 - 농구 - 디스크골프 - 배구 - 배드민턴 - 볼링 - 역도 - 실내조정 - 축구 | - 플로어볼 - e-스포츠 |

## 경기장
| 종목       | 소재지   | 경기장                     | 종별                       | 세부종목 | 비고 |
| ---------- | -------- | -------------------------- | -------------------------- | -------- | ---- |
| 골볼       | 제주시   | 한라체육관                 |                            |          |      |
| 농구       | 제주시   | 조천체육관                 |                            |          |      |
| 디스크골프 | 제주시   | 렛츠런파크 제주 파크골프장 |                            |          |      |
| 배구       | 서귀포시 | 동홍체육관                 |                            |          |      |
| 배드민턴   | 제주시   | 제주복합체육관             |                            |          |      |
| 보치아     | 제주시   | 사라봉다목적체육관         |                            |          |      |
| 볼링       | 서귀포시 | 우리볼링장                 |                            |          |      |
| 수영       | 제주시   | 제주종합경기장 실내수영장  |                            |          |      |
| 실내조정   | 서귀포시 | 서귀포생활체육문화센터     |                            |          |      |
| 역도       | 제주시   | 구좌체육관                 |                            |          |      |
| 육상       | 제주시   | 제주종합경기장             |                            |          |      |
| 축구       | 서귀포시 | 강창학종합경기장           |                            |          |      |
| 탁구       | 서귀포시 | 올림픽기념국민생활관       | 지체장애/지적장애/청각장애 |          |      |
| 탁구       | 서귀포시 | 서귀포생활체육문화센터     | 시각장애                   |          |      |
| 플로어볼   | 서귀포시 | 효돈생활체육관             |                            |          |      |
| e-스포츠   | 서귀포시 | 남원생활체육관             |                            |          |      |